# 唐人里线
唐人里线（：／ Danginri seon */?）是位于韩国首尔麻浦区的一条已废弃的铁路，线路自西江站起始，至唐人里站终止。在1982年废止，现在该路线已成为人行道。

## 路线资料
- 路线距离：2.4km
- 轨间距离：1435mm
- 车站数：3
- 复线区间：全线单线
- 电化区间：无

## 历史
- 1929年9月20日：为了方便向唐人里火力发电所输送无烟煤而开通该路线。
- 1982年6月10日：线路废止。

## 车站分布
| 车站名     | 朝鲜语站名 | 车站间距（km） | 累计距离（km） | 连接路线           |
| 西江站     | 서강역     | 0.0            | 0.0            | 龙山线、新村连结线 |
| 细桥里站   | 세교리역   | 0.7            | 0.7            |                    |
| 放送所前站 | 방송소앞역 | 1.0            | 1.7            |                    |
| 唐人里站   | 당인리역   | 0.7            | 2.4            |                    |